# Le Roy (Minnesota)
Le Roy é uma cidade localizada no estado americano de Minnesota, no Condado de Mower.

## Demografia
Segundo o censo americano de 2000, a sua população era de 925 habitantes.
Em 2006, foi estimada uma população de 920, um decréscimo de 5 (-0.5%).

## Geografia
De acordo com o United States Census Bureau tem uma área de 1,6 km², dos quais 1,6 km² cobertos por terra e 0,0 km² cobertos por água. Le Roy localiza-se a aproximadamente 393 m acima do nível do mar.

## Localidades na vizinhança
O diagrama seguinte representa as localidades num raio de 20 km ao redor de Le Roy.